# دوغ إدواردز
دوغ إدواردز (بالإنجليزية: Doug Edwards)‏ مواليد 21 يناير 1971 في ميامي، هو لاعب كرة سلة أمريكي معتزل. بدأ مسيرته الاحترافية في سنة 1993. تم اختياره من قبل فريق أتلانتا هوكس خلال الدرافت. لعب أيضا مع فانكوفر جريزليز. يبلغ طوله 6 قدم 7 بوصة (2.0 م). اعتزل اللعب في 1996.

## روابط خارجية
- دوغ إدواردز على موقع إن بي أي (الإنجليزية)
- دوغ إدواردز على موقع سبورتس رفرنس (الإنجليزية)
- دوغ إدواردز على موقع كلية كرة السلة في سبورتس رفرنس.كوم (الإنجليزية)
- دوغ إدواردز على موقع ريلجم (الإنجليزية)
- دوغ إدواردز على موقع بروبوليرز (الإنجليزية)